# Campionat del Món de motociclisme de 2004
La temporada de 2004 del Campionat del món de motociclisme fou la 56a edició d'aquest campionat, organitzat per la FIM. Valentino Rossi va guanyar el títol de MotoGP després d'haver canviat d'Honda a Yamaha. El títol de 250cc el va guanyar Dani Pedrosa en el seu primer any a la categoria, esdevenint el campió més jove de la categoria a poc més de 19 anys. El títol de 125cc el va guanyar Andrea Dovizioso, per davant del valencià Héctor Barberá.

## El campionat de MotoGP

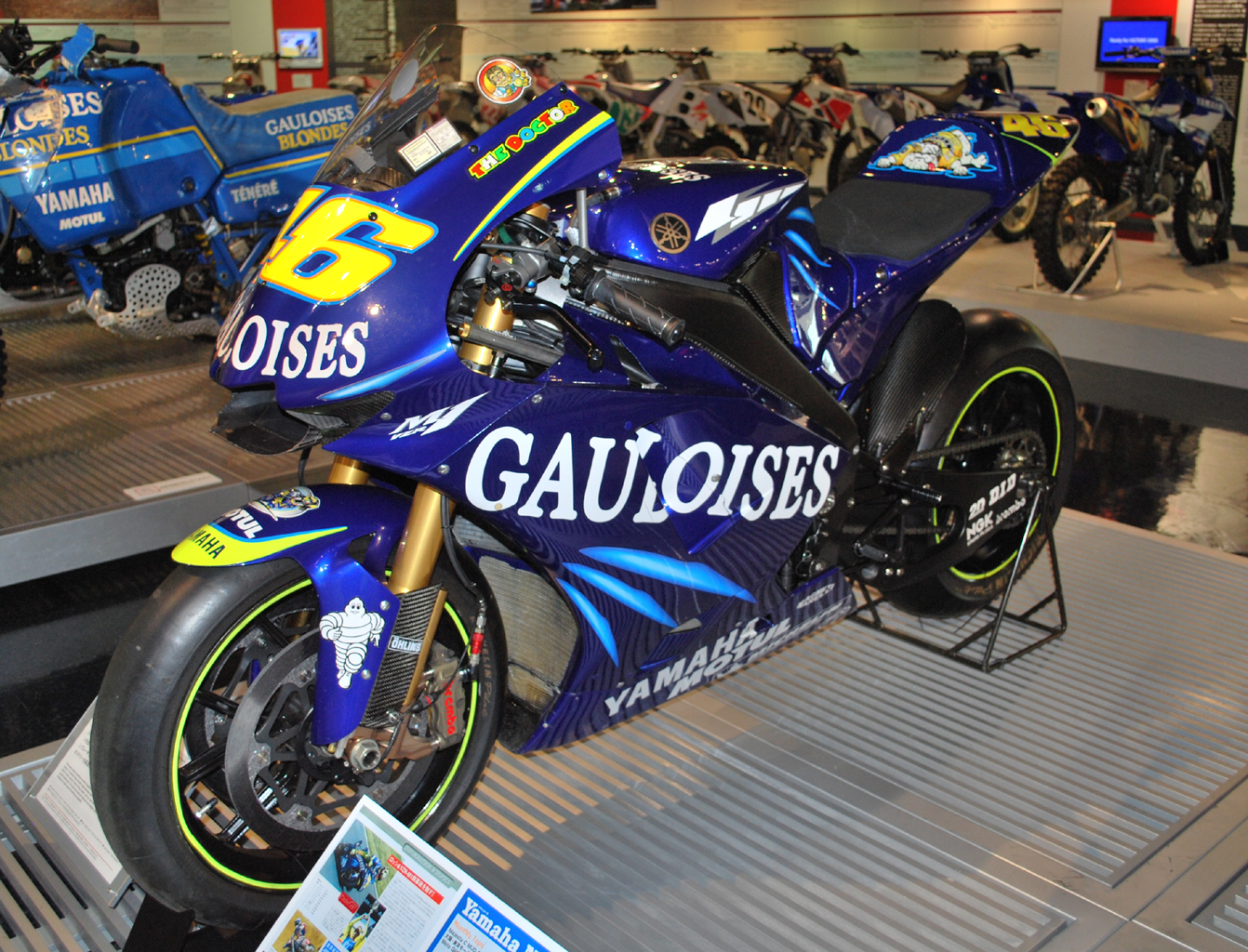
La Yamaha YZR-M1 amb què Valentino Rossi guanyà el títol de MotoGP

A finals del 2003, HRC i Valentino Rossi es van separar i HRC va obligar Rossi a complir al peu de la lletra el seu contracte, que estipulava que no podia pilotar la moto d'un altre fabricant fins al 31 de desembre del 2003. El canvi de Rossi a Yamaha va ser una aposta per un fabricant que no havia guanyat cap campionat del món en dotze anys. Rossi, però, va guanyar la primera ronda de la temporada i va esvair els dubtes sobre si era més important el pilot o la moto quan va aconseguir allò que cap altre pilot des d'Eddie Lawson havia fet en la història de la categoria reina: guanyar dos campionats consecutius amb diferents motos (Honda el 2003 i Yamaha el 2004).
Un altre canvi del 2004 va ser a l'equip d'Antin, que va passar a Ducati després de cinc anys d'associació amb Yamaha. Aquell fou el primer cop que Ducati presentava un equip satèl·lit a MotoGP.
El subcampió de MotoGP d'aquell any fou de nou Sete Gibernau, que va plantar cara a Rossi inicialment però es va anar desinflant cap al final de la temporada. L'amistat entre tots dos  pilots es va esvair durant la temporada i es va trencar completament a la ronda de Qatar. El debutant de l'any va ser Rubèn Xaus.
A la ronda italiana va començar a ploure quan la cursa duia 17 voltes i, segons les regles de l'època, el resultat es va decidir en una segona cursa de 6 voltes (les que mancaven per al final) mentre que les 17 anteriors només comptaven per a les posicions de la segona graella de sortida. Les condicions meteorològiques es van assecar prou com per permetre que els pilots comencessin la nova cursa amb pneumàtics llisos en comptes dels de pluja (el guanyador fou Valentino Rossi). El 2005 es van canviar les normes perquè la pluja ja no aturés cap cursa de MotoGP.

## Campions del món
Pilots
| 125cc            | 250cc        | MotoGP          |
| ---------------- | ------------ | --------------- |
| Andrea Dovizioso | Dani Pedrosa | Valentino Rossi |

Constructors
| 125cc   | 250cc | MotoGP |
| ------- | ----- | ------ |
| Aprilia | Honda | Honda  |

Equips
| MotoGP                   |
| ------------------------ |
| Gauloises Fortuna Yamaha |

## Grans Premis

### Sistema de puntuació
Barem de puntuació de 1993 ençà:
| Posició | 1  | 2  | 3  | 4  | 5  | 6  | 7 | 8 | 9 | 10 | 11 | 12 | 13 | 14 | 15 |
| Punts   | 25 | 20 | 16 | 13 | 11 | 10 | 9 | 8 | 7 | 6  | 5  | 4  | 3  | 2  | 1  |

### Calendari
| Cursa | Data           | Gran Premi                            | Circuit        |
| ----- | -------------- | ------------------------------------- | -------------- |
| 1     | 18 d'abril     | Gran Premi d'Àfrica                   | Welkom         |
| 2     | 2 de maig      | Gran Premi d'Espanya                  | Jerez          |
| 3     | 16 de maig     | Gran Premi de França                  | Le Mans        |
| 4     | 6 de juny      | Gran Premi d'Itàlia                   | Mugello        |
| 5     | 13 de juny     | Gran Premi de Catalunya               | Catalunya      |
| 6     | 26 de juny ††  | Dutch TT                              | Assen          |
| 7     | 4 de juliol    | Gran Premi de Rio de Janeiro          | Jacarepaguá    |
| 8     | 18 de juliol   | Gran Premi d'Alemanya                 | Sachsenring    |
| 9     | 25 de juliol   | Gran Premi de Gran Bretanya           | Donington Park |
| 10    | 22 d'agost     | Gran Premi de la República Txeca      | Brno           |
| 11    | 5 de setembre  | Gran Premi de Portugal                | Estoril        |
| 12    | 19 de setembre | Gran Premi del Japó                   | Motegi         |
| 13    | 2 d'octubre †† | Gran Premi de Qatar                   | Losail         |
| 14    | 10 d'octubre   | Gran Premi de Malàisia                | Sepang         |
| 15    | 17 d'octubre   | Gran Premi d'Austràlia                | Phillip Island |
| 16    | 31 d'octubre   | Gran Premi de la Comunitat Valenciana | Ricardo Tormo  |

†† = Cursa en dissabte

### Guanyadors
| Cursa | Gran Premi                            | 125cc             | 250cc           | MotoGP          | Resultats |
| ----- | ------------------------------------- | ----------------- | --------------- | --------------- | --------- |
| 1     | Gran Premi d'Àfrica                   | Andrea Dovizioso  | Dani Pedrosa    | Valentino Rossi | Resultat  |
| 2     | Gran Premi d'Espanya                  | Marco Simoncelli  | Roberto Rolfo   | Sete Gibernau   | Resultat  |
| 3     | Gran Premi de França                  | Andrea Dovizioso  | Dani Pedrosa    | Sete Gibernau   | Resultat  |
| 4     | Gran Premi d'Itàlia                   | Roberto Locatelli | Sebastián Porto | Valentino Rossi | Resultat  |
| 5     | Gran Premi de Catalunya               | Héctor Barberá    | Randy de Puinet | Valentino Rossi | Resultat  |
| 6     | Dutch TT                              | Jorge Lorenzo     | Sebastián Porto | Valentino Rossi | Resultat  |
| 7     | Gran Premi de Rio de Janeiro          | Héctor Barberá    | Manuel Poggiali | Makoto Tamada   | Resultat  |
| 8     | Gran Premi d'Alemanya                 | Roberto Locatelli | Dani Pedrosa    | Max Biaggi      | Resultat  |
| 9     | Gran Premi de Gran Bretanya           | Andrea Dovizioso  | Dani Pedrosa    | Valentino Rossi | Resultat  |
| 10    | Gran Premi de la República Txeca      | Jorge Lorenzo     | Sebastián Porto | Sete Gibernau   | Resultat  |
| 11    | Gran Premi de Portugal                | Héctor Barberá    | Toni Elias      | Valentino Rossi | Resultat  |
| 12    | Gran Premi del Japó                   | Andrea Dovizioso  | Dani Pedrosa    | Makoto Tamada   | Resultat  |
| 13    | Gran Premi de Qatar                   | Jorge Lorenzo     | Sebastián Porto | Sete Gibernau   | Resultat  |
| 14    | Gran Premi de Malàisia                | Casey Stoner      | Dani Pedrosa    | Valentino Rossi | Resultat  |
| 15    | Gran Premi d'Austràlia                | Andrea Dovizioso  | Sebastián Porto | Valentino Rossi | Resultat  |
| 16    | Gran Premi de la Comunitat Valenciana | Héctor Barberá    | Dani Pedrosa    | Valentino Rossi | Resultat  |

## Galeria

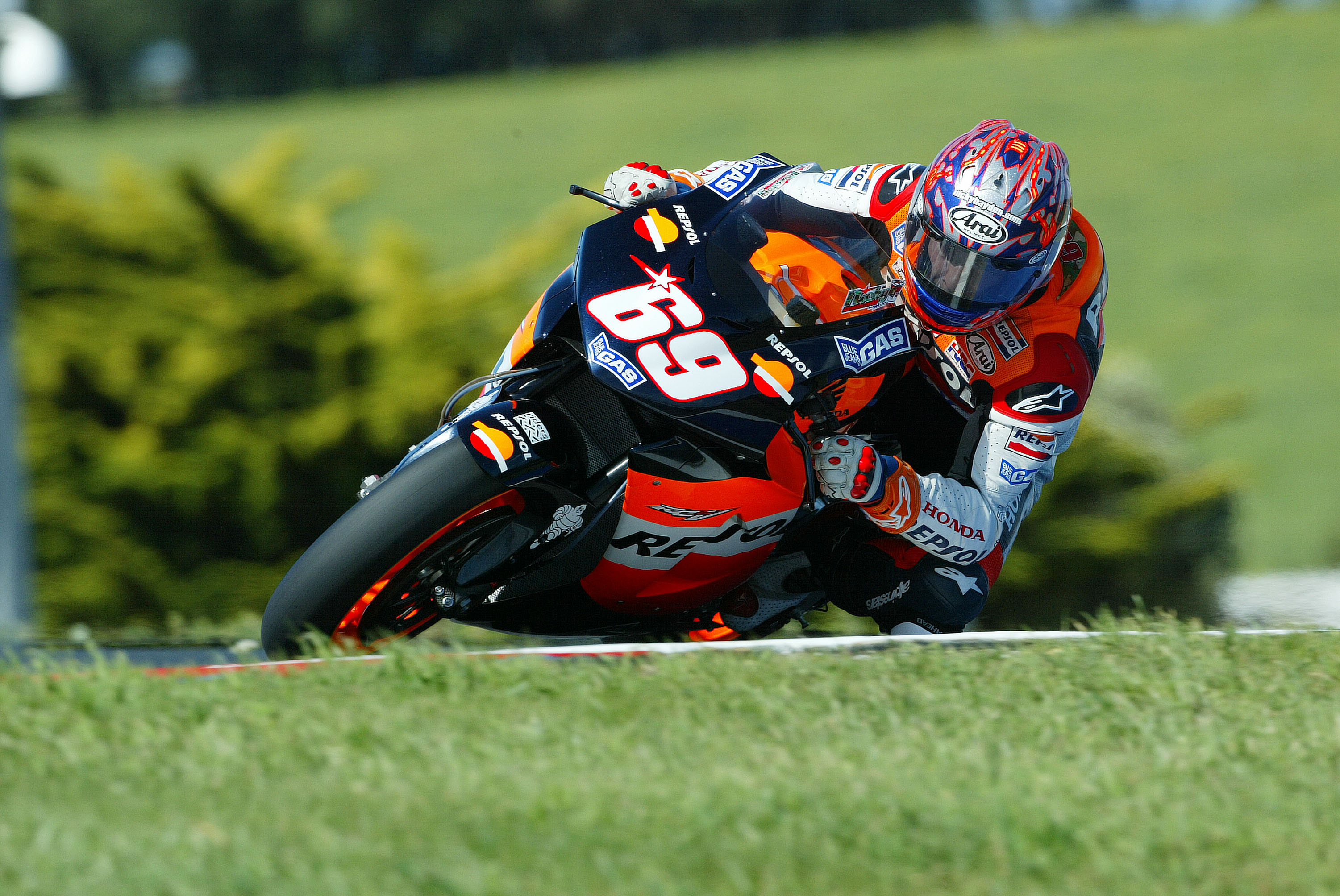
Nicky Hayden, 8è a MotoGP
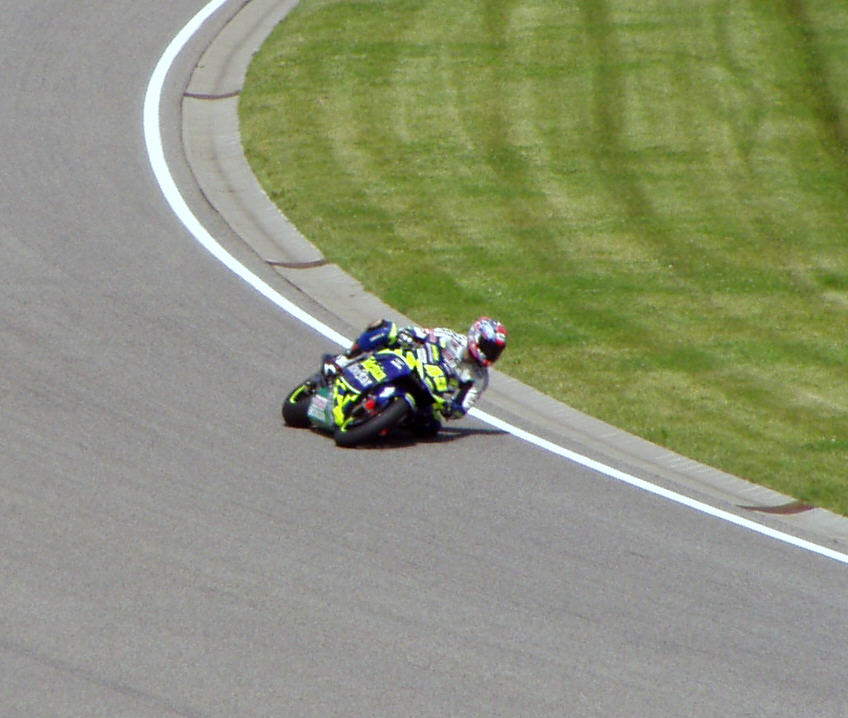
Colin Edwards, 5è a MotoGP
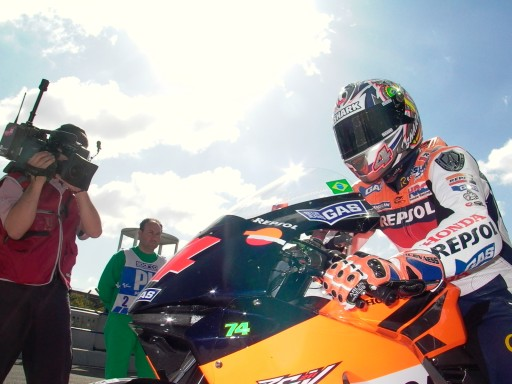
Alex Barros, quart a MotoGP
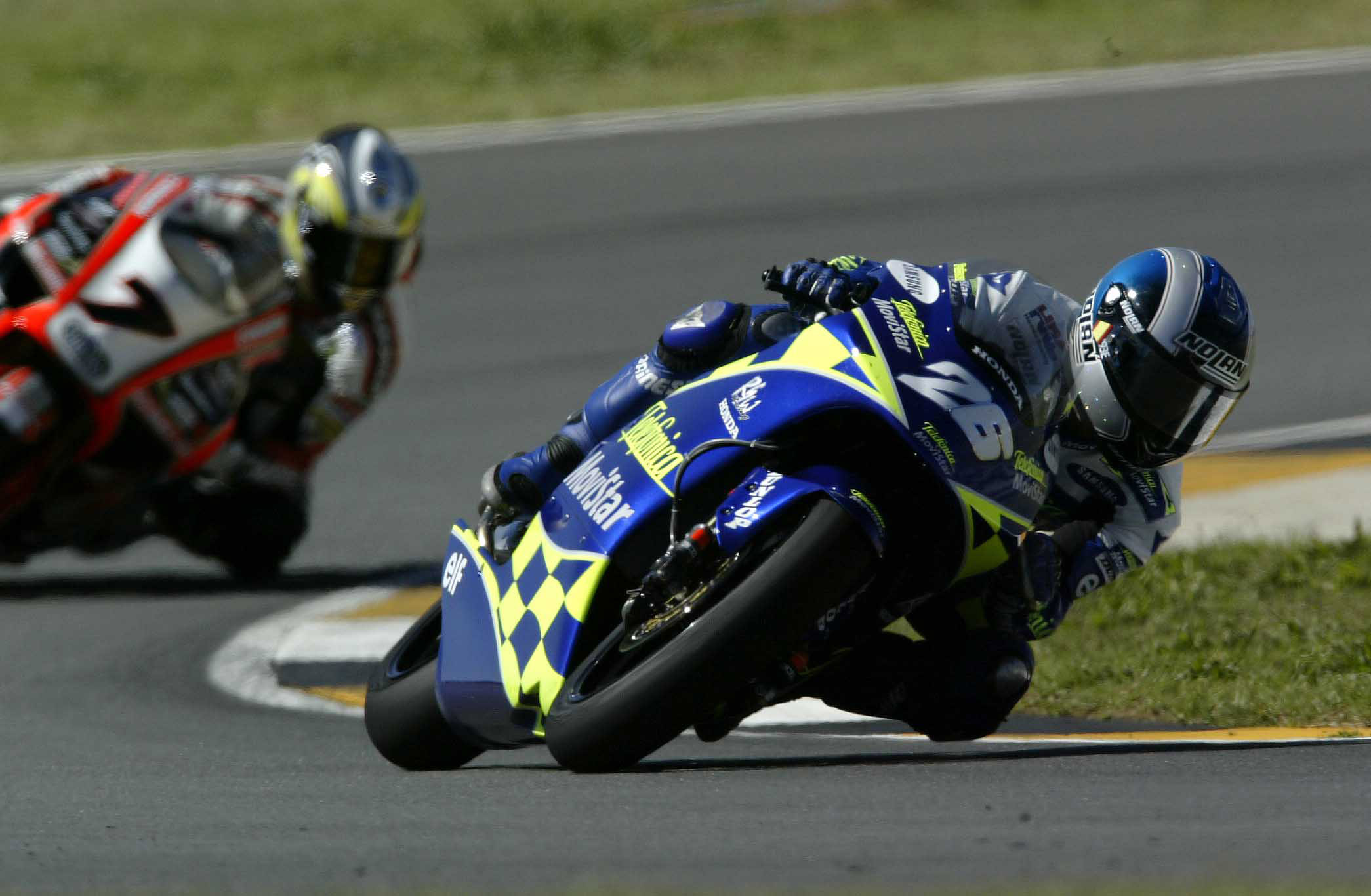
Dani Pedrosa (26), campió de 250cc

## Debutant de l'any
El Debutant de l'Any de MotoGP del 2004 fou el català Rubèn Xaus.

## Classificació dels pilots

### MotoGP
(Llegenda) (En negreta - Pole; En cursiva - Volta ràpida)
- Les rondes marcades en blau es van córrer sobre pista mullada o van ser aturades per la pluja.
- Els pilots marcats en blau optaven al premi Debutant de l'any.